# Serinus citrinipectus
Serinus citrinipectus là một loài chim trong họ Fringillidae.